# 查卡納火山
查卡納火山是厄瓜多爾的火山，位於該國北部，距離首都基多約30公里，屬於安第斯山脈的一部分，最近一次火山噴發在1773年發生。

## 外部連結
- Volcano Discovery - Chacana （页面存档备份，存于）